# Абдурахим Низари
Абдурахи́м (Абдураим) Низари́ (уйг. ئابدۇرەھىم نىزارى / Abdurehim Nizari‎; 1770, Кашгар — 1848/1849, Турфан) — уйгурский поэт.

## Биография
Абдурахим Низари родился и жил в городе Кашгаре. Учился в Хамском медресе, где обучался религиозным догматам, арабскому и персидскому языкам: изучал произведения Рудаки, Фирдоуси, Низами, Хафиза, Омара Хайяма, Саади, Навои. Окончив учёбу, стал главным секретарём кашгарского эмира. В 1830—1840 годах совместно с Норузахуном Зияи написал цикл поэм «Гёриплар хикаяты», или «Поэмы о любви» («Фархад и Ширин», «Лейли и Меджнун», «Рабийя — Саадин», «Максуд — Дилара», «Махзун — Гулниса», «Вамук — Узра», «Шax-Бaxpaм» и других). В основу поэмы «Рабийя — Саадин» положено реальное событие, происходившее в 1830-е годы в Кашгаре. Произведения, воспевающее чувства влюблённых, отличается острой направленностью против социальной несправедливости в обществе.